# Кућа на Трифковићевом тргу бр. 2 у Новом Саду
Кућа на Трифковићевом тргу бр. 2 у Новом Саду изграђена је 1900. године по пројекту баумајстора Мартина Сотића и представља непокретно културно добро као споменик културе.
Кућа је спратна грађевина, подигнута у стилу историцизма. Основа куће је у облику ћириличног слова П. Велику стамбену кућу подигли су Филип Сенгл и Паул Kнез, због чега је и унутрашњи простор организован у два дела. Око 1906. године кућу је купио лекар и драмски писац др. Лазар Марковић (1876- 1935 ), чији су наследници и данас власници једног њеног дела. Kућа има изразито широк улични фронт, симетрично организован тако да је у средишту полукружно завршен улаз. На фасади се налази дванаест вертикала отвора. Приземље фасаде је обрађено рустично у имитацији квадера, док је спрат декорисан фризовима, сегментним фронтонима (над прозорима) и кордонским венцем.